# ONE (restaurant)
ONE is een restaurant in Roermond, opgericht in 2007 door Edwin Soumang en Bethany DeLong. Sinds 2011 heeft de eetgelegenheid een Michelinster.

## Locatie

### Raadhuisstraat
De zaak opende in 2007 in de Limburgse plaats Maasniel. Het bakstenen hoekpand was gelegen aan de Raadhuisstraat. Na het vertrek van ONE opende hier een Grieks restaurant.

### ECI Cultuurfabriek
De eetgelegenheid is na de toekenning van de Michelinster in 2012 verplaatst naar Roermond. Het gebouw heeft een rijke historie, het is de voormalige fabriek van de Elektro Chemische Industrie uit 1807. In 1974 werd de productie van elektrochemisch materiaal gestaakt en stond het gebouw bijna vier decennia leeg. Na een herbestemming in 2009 opende het gebouw drie jaar later als ECI Cultuurfabriek. Naast restaurant ONE zijn er tal van culturele instellingen met activiteiten, een kunstuitleen en een grand café gevestigd.
De eetgelegenheid is toegankelijk met een bruggetje over het water. Het heeft in lijn met het fabrieksgebouw dat hun huisvest een industriële uitstraling. Denk aan een betonnen vloer, graffiti op de muur en stalen balkenplafond. In het restaurant hangt een groot verticaal kunstwerk van Claudy Jongstra. De zaak heeft een terras dat uitkijkt op rivier de Roer.

## Geschiedenis

### Ontstaan
Chef Edwin Soumang groeit op in een dorp nabij Beek, op 17-jarige leeftijd gaat hij naar de hotelschool in Wageningen. Zijn eerste stages loopt Soumang op het Leidseplein in Amsterdam en daarna bij De Echoput in Apeldoorn. Daarna schrijft hij tientallen Franse toprestaurants een sollicitatiebrief, hij gaat aan de slag in de met drie sterren onderscheiden keuken van Georges Blanc in de Franse plaats Vonnas. Vervolgens doet hij ervaring op bij La Gavroche in Londen en bij De Librije in Zwolle.
Na deze werkervaring in Europa besluit de jonge chef om samen met vriend naar Australië en Nieuw-Zeeland te gaan. Het idee is om periodes reizen af te wisselen met werken in toprestaurants. Tijdens deze periode leert hij zijn huidige partner Bethany. Terug in Europa werkt hij samen met Bethany een periode op Ibiza.

### Opening
In 2006 beginnen Edwin Soumang en Bethany DeLong een klein restaurant in Maasniel. Vier jaar later werd het duo verrast doordat de eetgelegenheid werd onderscheiden met een Michelinster. De aandacht overweldigde het culinaire koppel en daarom besloten ze om te verhuizen naar een groter pand. Ze nemen hun intrek in de ECI Cultuurfabriek in Roermond. Na een verbouwing heropenen ze restaurant ONE in 2012. In 2018 volgt een restyling.

### Erkenning
De eetgelegenheid werd in 2011 onderscheiden met een Michelinster. In 2024 kende GaultMillau het restaurant 16,5 van de 20 punten toe.

## Trivia
- In september 2020 openden het duo een tweede restaurant: Bistro TWO.[7]